# Güllük
Güllük ist eine zum Kreis Milas gehörende Gemeinde in der Provinz Muğla.

## Lage
Güllük liegt 24 Kilometer von der Kreishauptstadt entfernt am Ausgang der Bodrum-Halbinsel und wird im Norden durch den gleichnamigen Golf begrenzt.

## Verkehr
In den Ort führt eine Abzweigung der Fernstraße Milas–Bodrum.

## Geschichte
Der frühere Name des Ortes lautete Küllük. Ein Marschall, der die Stadt 1933 besuchte, meinte, solch ein schöner Ort sollte besser den Namen in Güllük (Rosengarten) ändern. Am gegenüberliegenden Ende der Bucht liegt die antike Stadt Iasos, die per Boot erreicht werden kann.

## Politik
Bürgermeister ist seit 2004 der Tierarzt Aytunç Kayrakcı von der CHP.

## Links und Quellen
- Statistische Daten